# Szomrej Szabas
Szomrej Szabas (Szomrej Szabes, jidysz; hebr. Szomre Szabat – dosłownie Strażnicy Soboty) – ortodoksyjne stowarzyszenia religijne, bractwa.  Zajmują się zwalczaniem przypadków nieprzestrzegania religijnego zakazu pracy w świąteczny dzień szabatu, tj. od piątku wieczór do zachodu słońca w sobotę. Najsroższą karą dla Żydów łamiących ten zakaz było obłożenie klątwą, czyli cheremem.